# Siniak (ptak)
Siniak, gołąb siniak (Columba oenas) – gatunek średniej wielkości ptaka wędrownego z rodziny gołębiowatych (Columbidae).

## Występowanie
Zamieszkuje niemal całą strefę umiarkowaną Europy po południowo-zachodnią Syberię, środkowo-zachodnią Azję i północny Iran oraz północno-zachodnią Afrykę. W Azji Środkowej występuje jeden izolowany podgatunek. Przeloty III – IV i IX – X. Zimuje w zachodniej Europie, w basenie Morza Śródziemnego i Czarnego, a izolowana populacja środkowoazjatycka we wschodniej części zasięgu. Południowe populacje osiadłe.
W Polsce siniak jest nielicznym ptakiem lęgowym. Występuje w całej niżowej części kraju, również w górskich lasach do 1200 m n.p.m., choć nierównomiernie. Gołębie z Europy Środkowej i Północnej zimą wędrują do północno-zachodniej Francji i Hiszpanii, ale zdarza się im zimować też w wyższych szerokościach geograficznych. W naszej części Europy na zimę pozostają pojedyncze osobniki tylko w okolicach o łagodniejszym klimacie.

## Podgatunki
Wyróżnia się 2 podgatunki C. oenas:
- C. oenas oenas – zachodnia Europa (od Wysp Brytyjskich i Portugalii) do północnego Kazachstanu i południowo-zachodniej Syberii, oraz przez Kaukaz do północnego Iranu; północno-zachodnia Afryka
- C. oenas yarkandensis – południowo-wschodni Kazachstan i Uzbekistan po zachodnie Chiny

## Charakterystyka

### Cechy gatunku

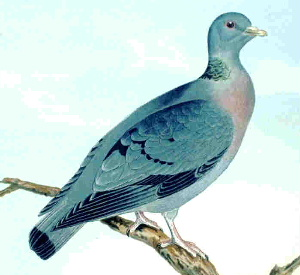

Upierzenie głównie sino-popielate (wierzch i grzbiet szyi), jaśniejsze na skrzydłach i kuprze. Na bokach szyi zielone metaliczne plamy (czasem z czerwonym odcieniem). Gardło, przód szyi i górna część piersi fioletoworóżowe. Na tylnej krawędzi skrzydeł krótkie czarne paski, dwa paski tegoż koloru również na wewnętrznej ich stronie. Lata szybko uderzając skrzydłami. Przednia część dzioba jest żółta, nogi bladoróżowe, a tęczówki oczu brązowożółte. Młode gołębie nie mają na szyi metalicznego połysku. Prowadzi skryty tryb życia, słyszany jest przede wszystkim wiosną przez monotonne gruchanie.

### Rozpoznawanie

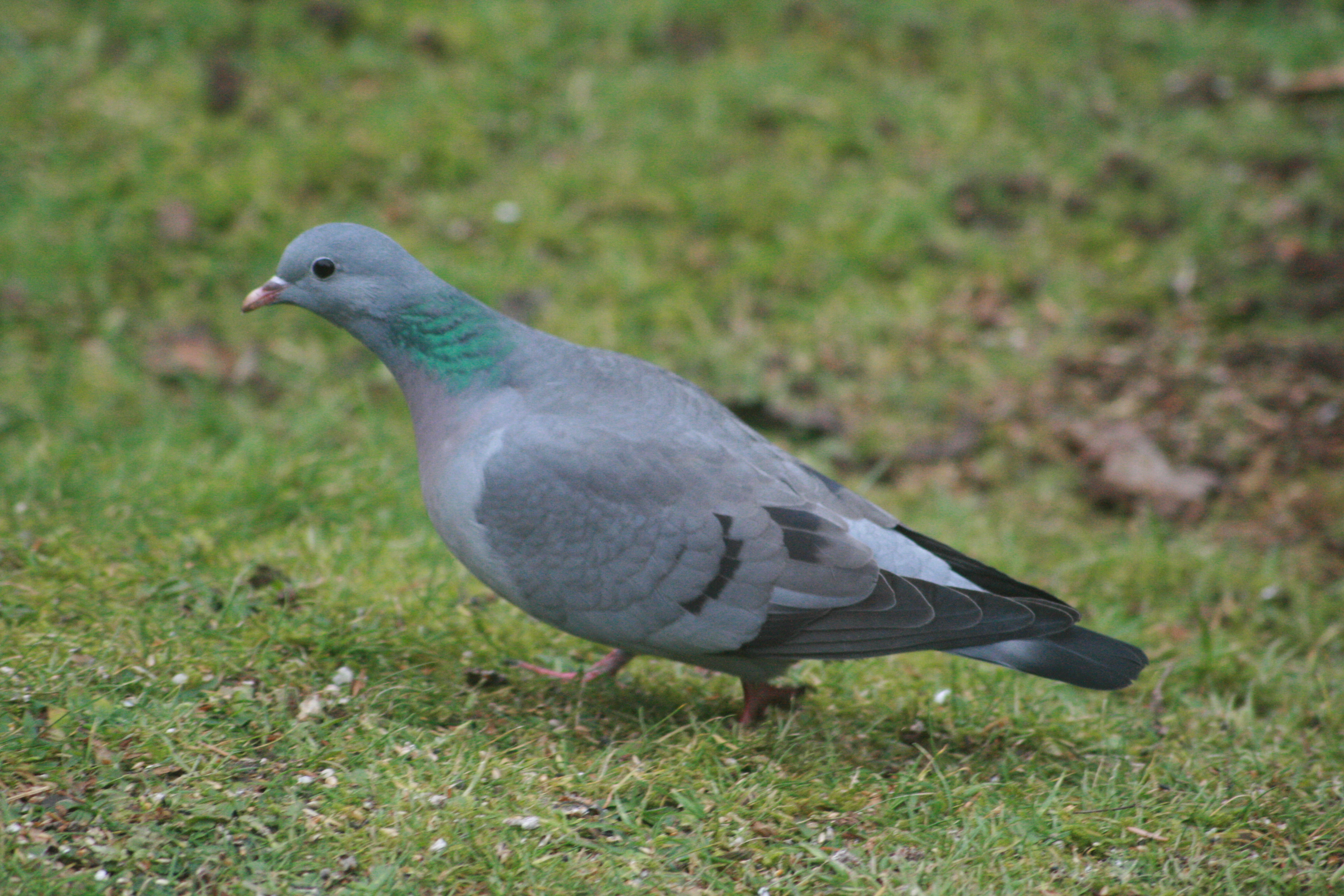
Na skrzydłach siniaków widnieją charakterystyczne dwa krótkie czarne paski

Siniak nie ma białego kupra, wierzchu i grzbietu szyi, w przeciwieństwie do gołębia skalnego i jego udomowionych odmian (pomylenie tych dwóch gatunków w Europie możliwe jest jednak tylko nad Morzem Śródziemnym, gdzie oba gatunki gniazdują). Na całym Starym Kontynencie powszechne są jednak półdzikie populacje gołębia miejskiego, które mogą przybierać podobne do siniaka upierzenie. Te jednak trzymają się głównie miast, gdzie się lęgną i tylko w czasie szukania pokarmu zalatują na otwarte tereny. Tam też żeruje siniak i tam najczęściej jest mylony z gołębiem miejskim. Oba bowiem mają te same rozmiary. W odróżnieniu do grzywacza jest dużo mniejszy i ma krótszy ogon, nie ma białych znaków na skrzydłach. Nigdy nie występuje biała plama na bokach szyi i na wierzchu skrzydeł, co jest typowe dla grzywacza. Identyfikację utrudnia czasami mieszanie się stad z grzywaczami.

Nie ma charakterystycznych elementów, które mogłyby towarzyszyć jego sylwetce w locie.

### Wymiary średnie
- długość ciała 32–34 cm[4]
- rozpiętość skrzydeł ok. 67 cm
- masa ciała: samce 303–365 g, samice 286–290 g[4]

## Biotop
Lasy liściaste i mieszane z dziuplastymi drzewami, ale gniazdować może też w rozległych parkach. Preferuje stare buczyny i bory ze starymi drzewami. Unika bezleśnych przestrzeni. Lęgnie się również w zadrzewieniach śródpolnych, w parkach i sadach, czasem nawet w obrębie miast. Najchętniej jednak przebywa w koronach potężnych buków.

## Okres lęgowy

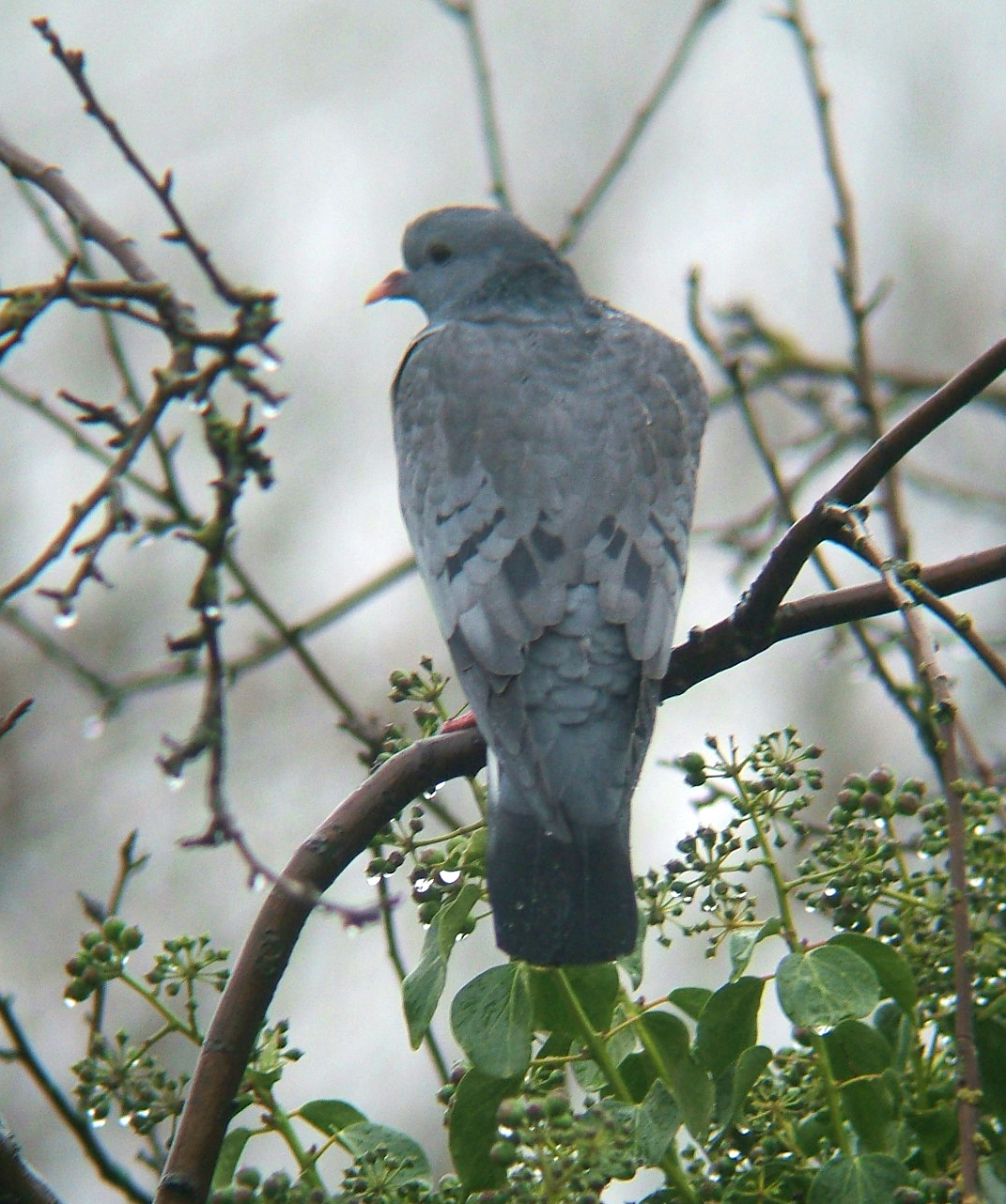
Gołąb siniak w Wielkiej Brytanii

### Toki
Siniaki przylatują na legowiska wczesną wiosną. Można wtedy usłyszeć ich specyficzne pohukiwania „huhuu”, którymi samce wabią samice. Jest to też sposób oznaczenia swojego terytorium. Lot tokowy wykonują z podniesionymi skrzydłami. Pary są monogamiczne.

### Gniazdo
Jako jedyny gołębiowaty w Europie gnieździ się w dziuplach starych i wypróchniałych drzew (w Środkowej Europie głównie po dzięciołach czarnych) lub w skrzynce lęgowej, na obrzeżach starych drzewostanów. Dziupla jest wyścielona źdźbłami traw, mchu i chaotycznie ułożonymi miękkimi gałązkami.
Populacje występujące na wybrzeżach miejsca lęgowe mają ulokowane na ziemi lub w norach na wydmach.

### Jaja

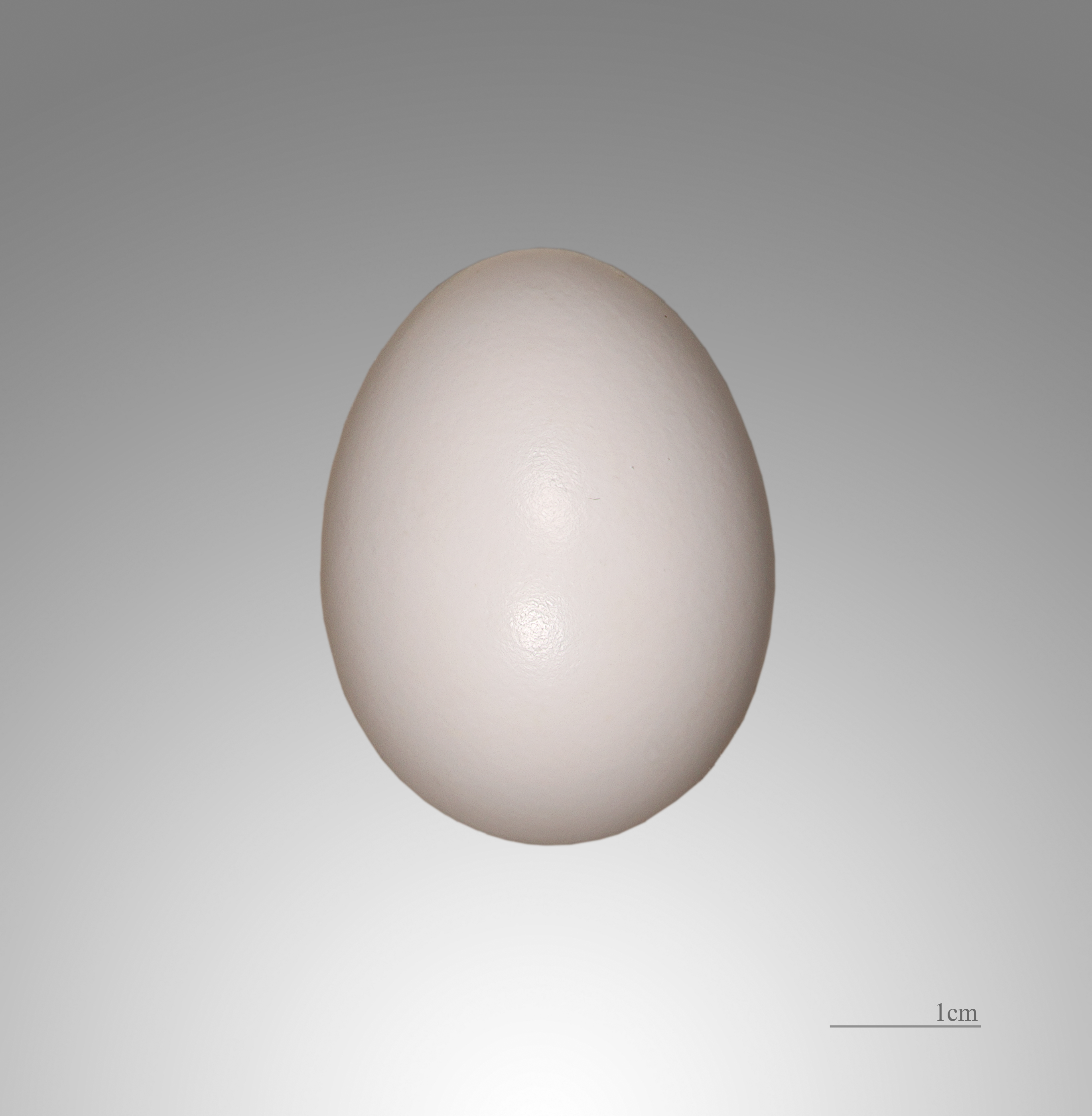
Jajo z kolekcji muzealnej

Pomiędzy marcem a sierpniem wyprowadza dwa do trzech lęgów. W zniesieniu 3 białe eliptycznego kształtu jaja składane na samo dno komory w dziupli. Wokół gniazda samiec wykonuje charakterystyczne gruchanie, składające się z jednej strofy i wielokrotnie powtarzane.

### Wysiadywanie i opieka nad młodymi
Jaja wysiadują przez okres 16–18 dni obydwoje rodzice. Przez około 10 dni pisklęta karmione są przez rodziców kaszowatą wydzieliną z wola, tzw. mleczkiem. W papce z czasem pojawiają się coraz liczniej nasiona roślin polnych i leśnych. Przed wylotem młodych z dziupli rodzice dają im już wyłącznie nasiona rozmiękczane w wolach. Pisklęta, rzekome gniazdowniki, opuszczają gniazdo po około 3–4 tygodniach. W tym momencie matka siada na ponownie złożonych jajach, a podrośnięte młode dokarmia jedynie samiec.

## Pożywienie

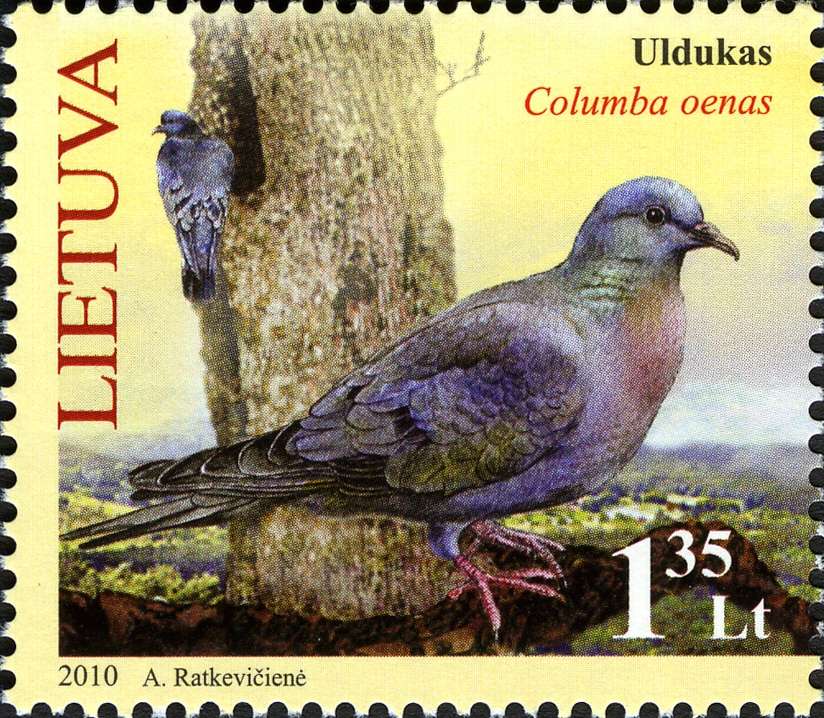
Na litewskim znaczku pocztowym z 2010 roku

Dominuje pokarm roślinny – nasiona ziół, trawy, pączki, zielone części roślin, liście, kwiaty, gorczyca, groch, buczyna, żołędzie, bukiew i małe owoce zbierane głównie na ziemi. Zdarza się, że łapie małe bezkręgowce.

## Status i ochrona
IUCN klasyfikuje siniaka jako gatunek najmniejszej troski (LC, Least Concern) nieprzerwanie od 1988 roku. Liczebność światowej populacji, obliczona w oparciu o szacunki organizacji BirdLife International dla Europy z 2015 roku, mieści się w przedziale 1,4–2,6 miliona dorosłych osobników. Globalny trend liczebności populacji uznawany jest za wzrostowy.
Na terenie Polski gatunek ten jest objęty ścisłą ochroną gatunkową. Na Czerwonej liście ptaków Polski został sklasyfikowany jako gatunek najmniejszej troski (LC). W latach 2013–2018 liczebność krajowej populacji szacowano na 21–36 tysięcy par lęgowych. W latach 2007–2018 populacja lęgowa na terenie kraju wzrosła o około 84%.
Na początku XX wieku siniak rozprzestrzenił się znacznie w Europie Zachodniej wraz z pojawianiem się coraz bardziej na zachód dzięciołów czarnych i powstawaniem nowych źródeł pokarmu w wyniku rozszerzania upraw rolnych. W kolejnych dekadach populacja siniaków zaczęła liczebnie spadać w wyniku zmniejszania porastania chwastów polnych, będących ważnym źródłem ich pożywienia. Ustępuje obecnie z dotychczasowych siedlisk przeważnie w wyniku wycinania starych dziuplastych drzew (potencjalnych miejsc lęgowych). Obecnie ich utrzymanie jest główną formą ochrony tego ptaka.